# Boglárka (település)
Boglárka (szlovákul: Bogliarka) község Szlovákiában, az Eperjesi kerület Bártfai járásában.

## Fekvése
Bártfától 17 km-re nyugatra, a Szlatvinc-patak partján, a Tapoly felső folyása alatt található.

## Története
A falut 1454-ben említik először „Bewgler” néven. A Hertneki birtokhoz tartozott, majd a 17. században a Rozgonyi családé lett. 1786-ban „Boglarka” néven írják. 1787-ben a falunak 25 háza és 225 lakosa volt.
A 18. század végén Vályi András így ír róla: „BOGLÁRKA. Tót falu Sáros Vármegyében, földes Ura Gróf Forgách Uraság, lakosai katolikusok, fekszik Bártfához egy mértföldnyire. Határja középszerű.”
1828-ban 60 háza és 441 lakosa volt, akik mezőgazdaságból, juh- és kecsketenyésztésből, favágásból, szövésből, valamint szén- és hamuégetésből éltek.
Fényes Elek 1851-ben kiadott geográfiai szótárában így ír a faluról: „Boglárka, orosz falu, Sáros vgyében, Richvaldhoz 1 1/2 órányira: 28 r., 414 g. kath., 11 zsidó lak. F. u. gr. Forgács. Ut. p. Bártfa.”
A trianoni diktátum előtt Sáros vármegye Bártfai járásához tartozott.

## Népessége
| Év:            | 1994. | 2004.    | 2014.    | 2024.    |
| -------------- | ----- | -------- | -------- | -------- |
| Emberek száma: | 172   | 154      | 123      | 102      |
| Eltérés:       |       | -10,46 % | -20,12 % | -17,07 % |

| Év:            | 2023. | 2024.   |
| -------------- | ----- | ------- |
| Emberek száma: | 98    | 102     |
| Eltérés:       |       | +4,08 % |

1910-ben 248, túlnyomórészt ruszin lakosa volt.
2001-ben 163 lakosából 142 szlovák és 11 ruszin volt.
2011-ben 136 lakosából 112 szlovák és 14 ruszin.

## Nevezetességei
- Mihály arkangyal tiszteletére szentelt görögkatolikus temploma 1836-ban épült.
- Krisztus Király kápolnája 1840-ben épült.